# EP u softbolu za žene 1981.
2. EP u softbolu za žene  se održalo u Nizozemskoj, u Haarlemu, od 12. do 19. rujna 1981.

## Konačna ljestvica
| Mj. | Država     |
| --- | ---------- |
| 1.  | Nizozemska |
| 2.  | Italija    |
| 3.  | Švedska    |
| 4.  | Belgija    |